# Бугашур
Бугашу́р (тат. Атабай) — деревня в Юкаменском районе Удмуртии, в составе Ёжевского сельского поселения.

## География
Улицы деревни:
- Центральная

## Население
Численность постоянного населения деревни составляет 24 человека (2007).